# Boniface Bebi
Boniface Bebi, eigentlich Boniface Bwimo Bebi Mamili VI., (* um 1947) war der sechste König der Mafwe, einem Clan der Lozi, im Caprivizipfel Südwestafrikas bzw. Namibias.
Bebi übernahm das Amt 1987 von Richard Muhinda. Im Rahmen des Caprivi-Konflikt flüchtete Bebi 1998 nach Botswana, wo er politisches Asyl erhielt, ehe er gemeinsam mit Mishake Muyongo im Mai 1999 ins Exil nach Dänemark ging. Bebi hält weiterhin (Stand 2020) an den Bestrebungen zur Unabhängigkeit seiner Heimatregion fest.
1999 wurde George Simasiku sein Nachfolger als König.